# Ґерд Бонк
Ґерд Бонк (нім. Gerd Bonk, 26 серпня 1951 — 20 жовтня 2014) — німецький важкоатлет.
Срібний призер Олімпійських Ігор 1976 року в категорії понад 110 кг, бронзовий призер 1972 року в категорії понад 110 кг.
Срібний призер Чемпіонату світу 1975 року в категорії понад 110 кг, бронзовий призер 1978 (понад 110 кг), 1979 (понад 110 кг) років.
Чемпіон Європи 1976 року в категорії понад 110 кг, срібний призер 1974 року в категорії понад 110 кг, бронзовий призер 1978 року в категорії понад 110 кг.